# Buvolec běločelý
Buvolec běločelý (Damaliscus pygargus phillipsi) je středně velká jihoafrická antilopa, větší ze dvou poddruhů buvolce pestrého.

## Synonyma
- Damaliscus pygargus albifrons
- Damaliscus dorcas phillipsi

## Popis
- hmotnost: 55–80 kg
- délka těla: 140–160 cm
- délka ocasu: 30–45 cm
- výška v kohoutku: 85–100 cm

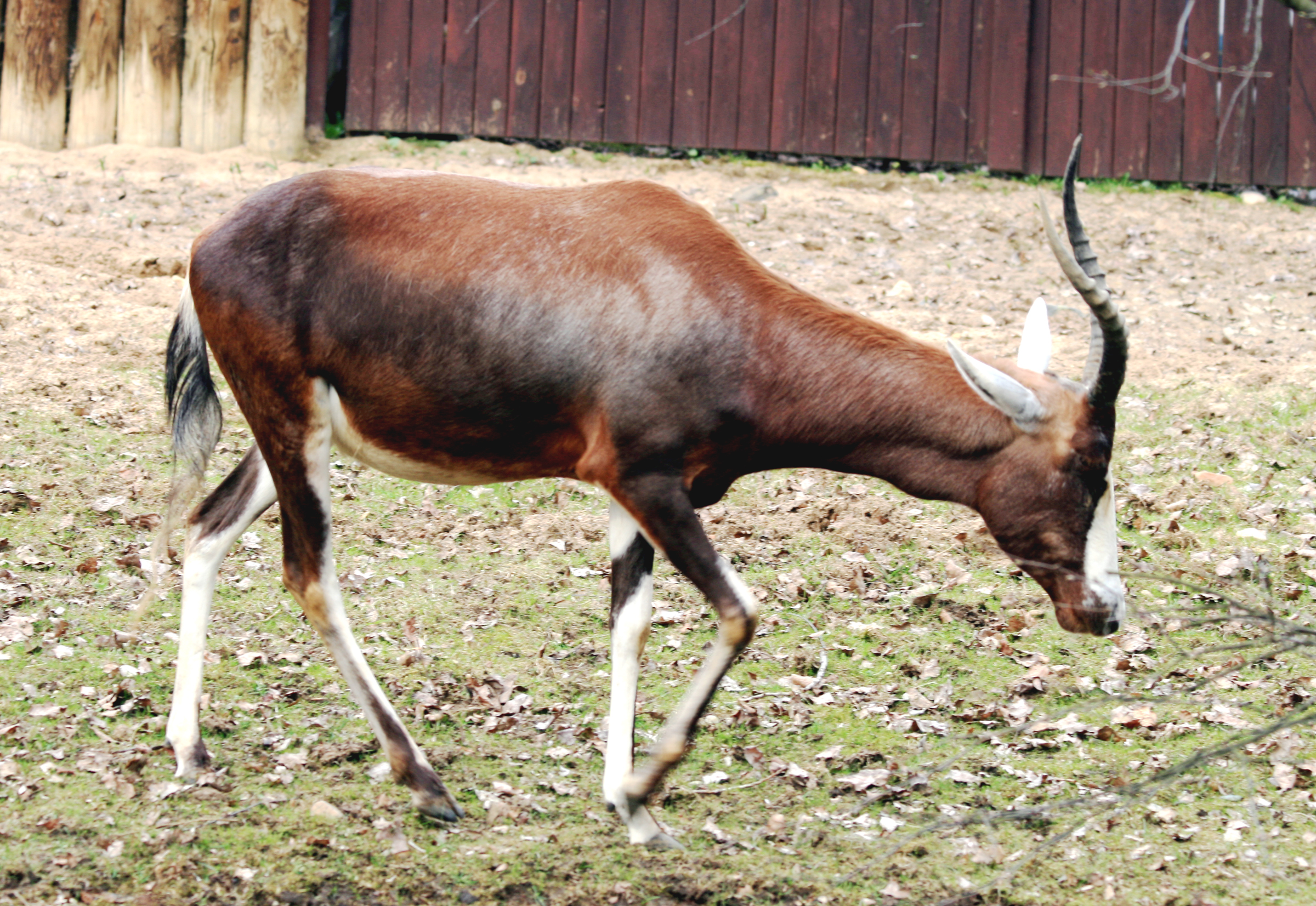
Zoo Dvůr Králové nad Labem

Buvolec běločelý je v průměru o 8 kg lehčí než buvolec bělořitný. Samci jsou větší než samice, dosahují hmotnosti až 80 kg, zatímco samice váží 55–70 kg. Jsou to poměrně velké antilopy s protáhlou hlavou a dozadu se svažujícím hřbetem. Obě pohlaví nesou 35–50 cm dlouhé, kroužkované, zakřivené rohy podobné rohům gazel.
Na trupu je srst je matně červenohnědá, na zádi a v okolí ocasu světlejší. Nápadné jsou bílé „punčochy“ na končetinách a bílá lysina na hlavě, která je často mezi očima přerušena úzkým tmavým pruhem.
Mláďata jsou žlutohnědá a jejich obličeje jsou tmavé, podobají se tak buvolci modrému.

## Rozšíření a stanoviště
Buvolec běločelý v minulosti obýval otevřené travnaté savany v dnešní Jihoafrické republice, Svazijsku a Lesothu. Kvůli nadměrnému lovu kvůli masu byl už před rokem 1900 ve Svazijsku a Lesothu vyhuben, posledních asi 2000 kusů přežilo v Jihoafrické republice. Ochrana a chov v zajetí umožnily návrat buvolců do jejich původního areálu, kromě toho byli introdukováni také na místa, kde se dříve nevyskytovali – v současnosti žijí také v Namibii, Botswaně a Zimbabwe.
Buvolci preferují rozlehlá travnatá území a řídké světlé porosty stromů a keřů.

## Biologie

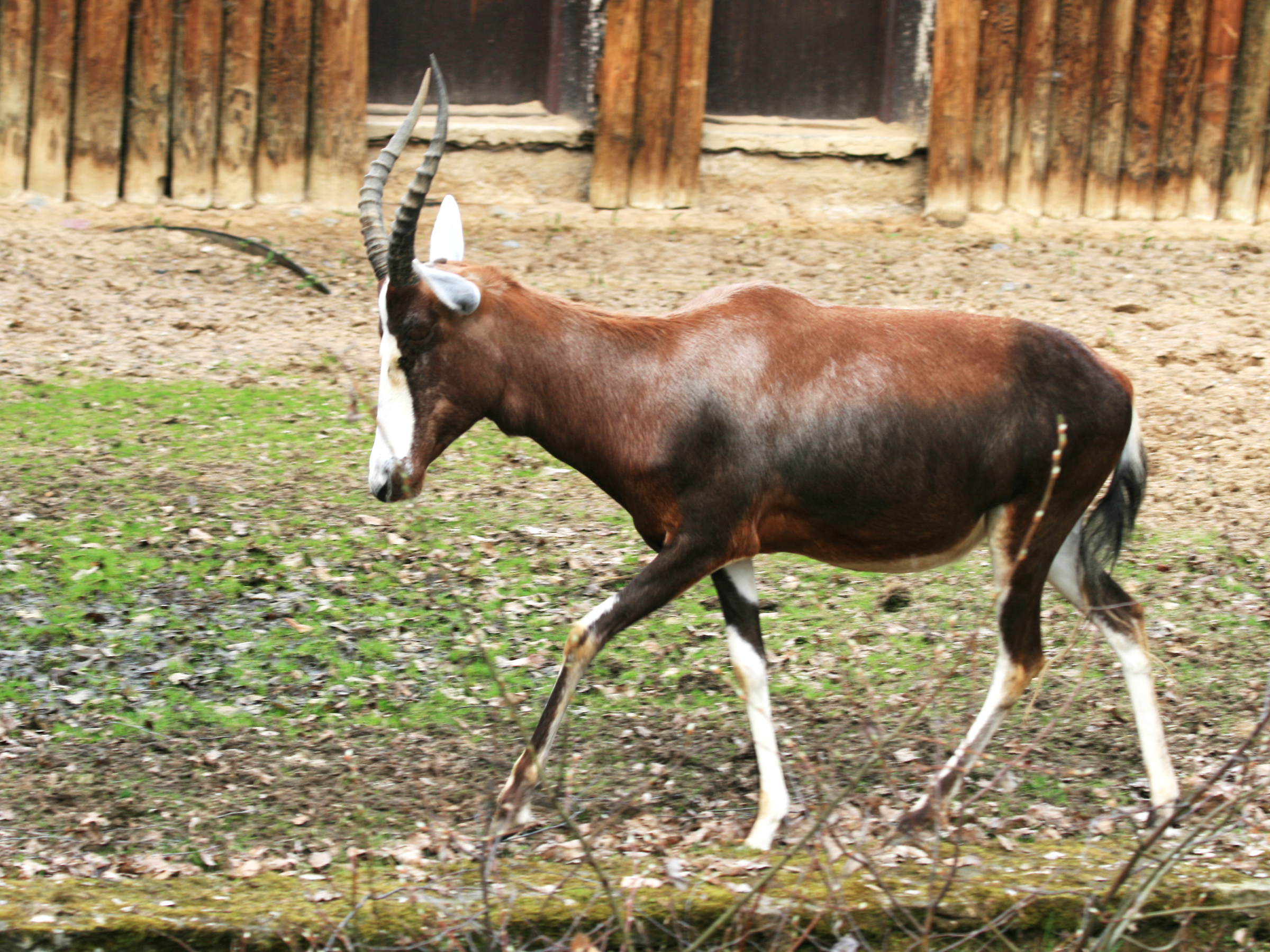
Zoo Dvůr Králové nad Labem

Buvolec běločelý je diurnální, aktivní ráno a k večeru, přes polední horka odpočívá v úkrytu. Samci jsou teritoriální, své území si značí hromadami trusu na viditelných místech, rozhrabáváním země a výměškem předoční žlázy, který otírá o traviny a větvičky. Jedno teritorium zabírá rozlohu 6-15 ha a samec na něm zůstává celoročně. Opravdové souboje mezi samci jsou vzácné, konflikty většinou řeší jen ritualizovanými boji a postoji vyjadřujícími dominanci.
Samice s telaty žijí ve volných skupinách (do 25 kusů), nezávisle na teritoriu samců. V minulosti buvolci migrovali mezi sezónními pastvinami a na podzim a v zimě se shlukovali do velkých stád. I dnes, mají-li dostatečný prostor, se chovají podobně a pohybují se v otevřených skupinách po velkém území.
Pasou se hlavně ráno a odpoledne, vyhledávají především nízké trávy rodu Themeda, ale nepohrdnou ani miličkami (Eragrostis). Vedle svěží trávy požírají i suchou, kterou ostatní druhy opomíjejí. Rádi pijí každý den a to i vícekrát.
Vrchol období páření přichází v dubnu, březost trvá 240 dní (8 měsíců), poté se ve vysoké trávě rodí jediné mládě, které je už po dvou hodinách po narození schopné následovat svou matku. Buvolci dospívají ve dvou letech a v zoologických zahradách se mohou dožít až 17 let.
Jejich přirozenými nepřáteli jsou šelmy afrických savan – lev, levhart, hyeny a pes hyenovitý.

## Chov v zoo
Buvolce běločelého chová přibližně pět desítek evropských zoo (stav podzim 2018 i počátek roku 2020). V Česku se na počátku roku 2020 jednalo o tyto zoologické zahrady:
- Zoo Brno
- Zoo Dvůr Králové nad Labem
- Zoo Liberec
- Zoo Plzeň
- Zoo Praha
- Zoo Zlín

Historicky byli tito buvolci také chováni v Zoo Dvorec, Zoo Olomouc, Zoo Ostrava a Zoo Ústí nad Labem. Na Slovensku je tento druh k vidění v Zoo Košice.

### Chov v Zoo Praha
První buvolci běločelí byli dovezeni v roku 1998; skupina čtyř zvířat byla tehdy přivezena ze zoo v německém Karlsruhe. První úspěšný odchov se podařil o tři roky později v roce 2001, když na svět přišla samička Žofie. Podařilo se odchovat několik desítek mláďat. Např. v průběhu roku 2018 byla odchována čtyři mláďata. Na konci roku 2018 bylo chováno deset jedinců, z toho dva samci a osm samic. V lednu 2020 přišla na svět samička a na konci března stejného roku následoval samec. Hned tři samci se narodili v průběhu dubna 2020.